# Hemidactylus thayene
Espèce
Hemidactylus thayene est une espèce de geckos de la famille des Gekkonidae.

## Répartition
Cette espèce est endémique de Birmanie.

## Publication originale
- McMahan & Zug, 2007 : Burmese Hemidactylus (Reptilia, Squamata, Gekkonidae): geographic variation in the morphology of Hemidactylus bowringii in Myanmar and Yunnan, China. Proceedings of the California Academy of Sciences, vol. 58, no 24, p. 485-509 (texte intégral).